# ادوارد استورکی
ادوارد استورکی روسی: Эдуард Насибович Стурки با نام اصلی ادوارد ناسیبی تاتویان (ارمنی: Էդուարդ Նասիբի Թաթոյան؛ روسی: Эдуард Насибович Татоян)؛ زادهٔ ۹ اوت ۱۹۹۳ در کراسنودار) بازیکن فوتبال در پست هافبک/مدافع اهل روسیه-ارمنستان است.

## باشگاهی
از باشگاه‌هایی که در آن بازی کرده‌است می‌توان به پیونیک، کوبان کراسنودار و باشگاه فوتبال موردوویا سارانسک اشاره کرد.

## تیم ملی
وی همچنین در تیم‌های ملی فوتبال Russia national under-17 football team و زیر ۱۹ سال ارمنستان بازی کرده‌است.

## افتخارات
پیونیک
- قهرمان جام استقلال ارمنستان: ۲۰۱۲–۱۳